# Sol y Sombra (revista)
Sol y Sombra fue una revista taurina publicada en la ciudad española de Madrid entre 1897 y mediados del siglo XX.

## Descripción
Llegó a tener el subtítulo de «semanario taurino ilustrado». Publicada en Madrid, su primer número data del 22 de abril de 1897. Habría cesado su publicación hacia 1948. Su periodicidad fue eminentemente semanal, si bien se consigna una frecuencia quincenal en 1941. En sus páginas participaron firmas como las de Ángel Caamaño «El Barquero», Luis Falcato y Luis Carmena y Millán, entre otros. Vino a reemplazar a La Lidia, en franca decadencia en el momento de la fundación de Sol y Sombra.